# Wendell Clark Bennett
Pour les articles homonymes, voir Bennett.
Wendell Clark Bennett, né le 17 août 1905 à Marion (Indiana, États-Unis) et mort le 6 septembre 1953 aux États-Unis, est un archéologue américain, également professeur à l'université Yale.

## Biographie
Bennett est diplômé en anthropologie de l'université de Chicago, spécialisé en archéologie andine par son travail à l'American Museum of Naturel History. Il arrive au Pérou en 1932 et effectue des fouilles dans la vallée du Rímac, à Chavín, Callejón de Huaylas et dans l'actuelle Tiahuanaco (site de Tiwanaku).

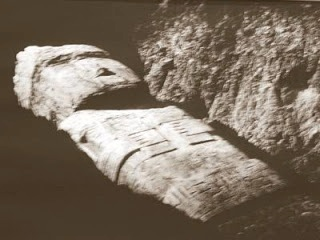
Le monolithe Bennett lors de sa découverte.

En 1932, il découvre en Bolivie un monolithe qui est aujourd’hui la plus haute sculpture trouvée dans les Andes (7,3 m). et qui a reçu son nom, le monolithe Bennett.
Il fait également, en 1939, des études sur la culture Virú — appelée par après Gallinazo en raison de l'endroit où ses premières manifestations ont été trouvées.
Il meurt noyé sur une plage de son pays.

## Œuvre
Plusieurs de ses articles sont parus dans le Handbook of South American Indians (1946) et dans le Bulletin du Musée national de Lima. Parmi ses œuvres figurent :  
- Excavations at Tiahuanaco (1934)
- The Tarahumara (1935)
- Chimu archaeology of the north coast of Peru (1939)
- Excavations in Viru and Lambayeque valleys (1939)
- Chavin stone carving (1942)
- Andean Culture History, en collaboration avec Junius Bird (1949)
- The Gallinazo Group, Viru Valley, Perú (1950)
- Excavations at Huari, Ayacucho, Perú (1953)